# ジョゼ・カルロス・フェレイラ・ジュニオール
ジュニーニョ（Julinho）ことジョゼ・カルロス・フェレイラ・ジュニオール（ポルトガル語: José Carlos Ferreira Júnior、1995年2月1日 - ）は、ブラジルのサッカー選手。ポジションはDF。

## クラブ歴
コリチーバFCの下部組織出身。2015年7月6日にトップチームに昇格した。同月26日にカンピオナート・ブラジレイロ・セリエAでスターティングメンバーに名を連ねて選手初出場を記録した。そのままレギュラーを掴み、2016年6月2日に初得点を記録した。
2017年5月13日にSEパルメイラスが所有権の40%を300万ユーロで買取り、2022年までの契約を締結した。
2018年4月27日にアトレチコ・ミネイロに年末までの期限付き移籍で加入した。
2019年7月5日にECバイーアに期限付き移籍し、2021年夏まで在籍した。
2021年7月13日にFCミッティランと5年契約を締結し、パウメイラスから完全移籍した。
2025年2月28日、SCインテルナシオナルに移籍した。